# László Kubala
László Kubala, de son nom complet László Kubala Stecz, est un joueur et entraîneur de football, né le 10 juin 1927 à Budapest et mort le 17 mai 2002 à Barcelone. Durant sa carrière de footballeur, il évolue au poste d'attaquant entre 1944 et 1967.
Tour à tour sélectionné pour la Tchécoslovaquie, la Hongrie, et enfin l'Espagne, il est un des rares footballeurs à avoir porté le maillot de trois équipes nationales.
Kubala est, avec 194 buts en 256 matchs, le quatrième meilleur buteur de l'histoire du FC Barcelone en matchs officiels derrière Lionel Messi, César Rodríguez et Luis Suárez.

## Biographie

### Jeunesse

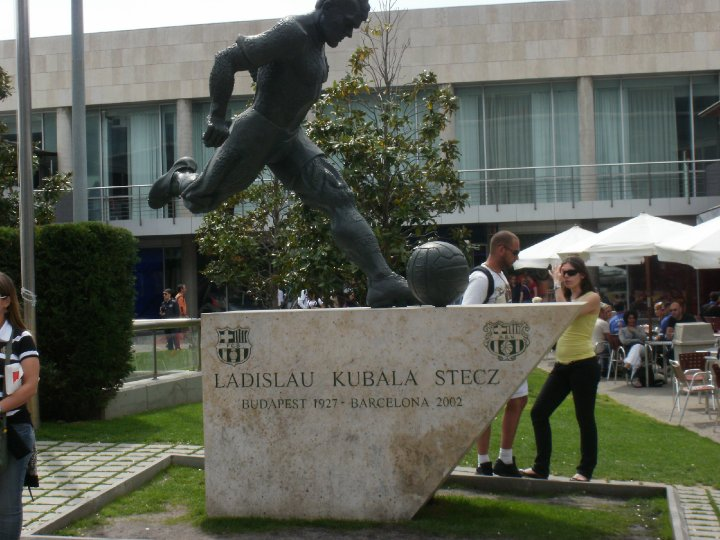
Statue à l'effigie de Kubala près du Camp Nou.

Durant sa jeunesse, László Kubala intègre d'abord l'équipe de Ganz Torna Egylet Budapest, puis un autre club de Budapest, Ferencváros. Après la mort de son père, il s'installe à Bratislava en Tchécoslovaquie. Lors de son passage au SK Bratislava il reçoit la nationalité tchécoslovaque et défend les couleurs de l'équipe nationale. Il retourne en Hongrie et évolue au Vasas SC Budapest en 1948. Occupée par les troupes soviétiques, la Hongrie de l'après guerre devient un état communiste. Kubala quitte le pays illégalement en 1949. En se réfugiant en Italie il perd sa double nationalité hongroise et tchécoslovaque. Kubala signe un pré-contrat avec le club de Pro Patria Calcio, basé à Busto Arsizio en Lombardie, mais n'y dispute que quelques matchs amicaux. En mai 1949, le Torino FC, qui restait alors sur cinq titres d'affilée en Italie, l'invite à prendre part à un match amical contre le Benfica Lisbonne. Cependant, Kubala refuse l'invitation pour veiller sur son fils qui était tombé malade. Cette décision lui sauva la vie, car au retour l'avion du Torino FC s'écrasa, et ne laissa aucun survivant . Après ce drame, il intègre une équipe baptisée Hungaria et constituée de réfugiés des pays de l'est. Son talent n'échappe pas à Josep Samitier lors de leur passage en Espagne, où l'équipe s'impose 4 à 2 face au Real Madrid, et Kubala signe avec le FC Barcelone en 1950.

### FC Barcelone
Malgré tout, il doit attendre plusieurs mois pour pouvoir faire ses débuts, après avoir obtenu la nationalité espagnole. Il a alors 23 ans et adopte le prénom de Ladislao, à consonance plus ibérique. Ses débuts en Espagne sont compliqués par une plainte de la fédération hongroise qui aboutit à la suspension de Kubala par la fédération internationale de football, décision qui n'est pas suivie par la fédération espagnole qui le considère comme un réfugié politique. À la suite d'une réclamation de Francisco Franco, une solution est trouvée : la Hongrie ayant aboli le football professionnel, Kubala était donc assimilé amateur, auquel cas la suspension ne pouvait excéder 12 mois. Le joueur se retrouve dans une situation paradoxale : le 21 octobre 1953, il participe aux côtés de Gunnar Nordahl, Ernst Happel et Giampiero Boniperti à un match de gala à l'occasion du 50e anniversaire de la FIFA opposant une sélection internationale et l'équipe d'Angleterre, mais il ne peut défendre les couleurs de l'Espagne lors des qualifications pour la Coupe du monde 1954.
Avec dans ses rangs des joueurs comme Ladislao Kubala, Tomás Moreno ou encore Eduardo Manchón, le Barça connaît l'une des périodes les plus fastes de son histoire. Kubala fait ses débuts en équipe première le 12 octobre 1950 lors d'un match amical face au CA Osasuna. En fin de saison, le club catalan remporte la Coupe d'Espagne (Copa del Rey) en 1951, puis réalise le doublé coupe d'Espagne - championnat d'Espagne deux fois d'affilée, en 1952 puis 1953. Les Blaugranas remportent également la Coupe Latine en 1952 et la Supercopa de España (Copa Eva Duarte) 1952 et 1953. Sa saison la plus accomplie est celle de 1951-1952 où le Barça gagne au total cinq titres : championnat, Coupe et Supercoupe d'Espagne, Coupe Latine, ainsi que le trophée Martini Rossi. C'est également durant cette saison, qu'il inscrit, le 10 février 1952, un septuplé face au Sporting de Gijón, faisant de lui l'un des deux seuls joueurs de l'histoire à avoir inscrit 7 buts dans un match de Liga (l'autre étant Bata de l'Athletic Bilbao lors d'une rencontre face au FC Barcelone en 1931).
Entre décembre 1955 et mars 1956, le Barça de l'entraîneur hongrois Franz Platko connaît une série inédite de onze victoires consécutives en championnat et en Coupe des villes de foires, un record qui sera battu en 2005-2006 par l'équipe entraînée par Frank Rijkaard. Malgré tout à l'issue de la saison 1955-1956, le Barça emmené Kubala et Luis Suárez doit se contenter de la deuxième place de la Liga, à un point de l'Athletic Bilbao, et est éliminé en demi-finales de la Coupe des villes de foires.
À la suite de l'insurrection de Budapest et à l'intervention soviétique de 1956, plusieurs footballeurs du Onze d'or hongrois émigrent en Europe de l'Ouest et rejoignent Ladislao Kubala sur les terrains espagnols. Sándor Kocsis et Zoltán Czibor rallient le Barça, et Ferenc Puskás le Real Madrid. En 1957, le Barça quitte le stade de Les Corts pour le Nou Camp, une enceinte à la mesure d'une équipe qui veut alors rivaliser avec le grand Real d'Alfredo Di Stéfano.
Barcelone et Kubala remportent à nouveau la Coupe d'Espagne 1959, puis à deux reprises la Coupe UEFA, alors appelée Coupe des villes de foires, en 1958 et 1960. Éliminé par le Real en demi-finale de la Coupe des clubs champions 1959-1960 le Barça s'impose par contre en championnat. L'année suivante, le FC Barcelone prend sa revanche, devenant le premier club à éliminer le Real en Coupe des champions, et Kubala, alors âgé de 34 ans, mène le club en finale de la Coupe des clubs champions 1960-1961. Malgré son statut de favori, Barcelone s'incline face au Benfica Lisbonne lors d'un match spectaculaire et indécis.

### Carrière internationale
En dépit du fait d'avoir joué pour trois sélections différentes (chose aujourd'hui impossible), Kubala n'a jamais pu prendre part à une phase finale d'un tournoi international. Bien que présent dans la sélection espagnole pour la Coupe du monde 1962, il ne put jouer du fait d'une blessure. En 1960, le boycott décidé par Franco alors que l'Espagne s'apprêtait à jouer les quarts de finale contre l'Équipe d'Union soviétique de football le priva d'une participation de même que d'autres légendes telles Luis Suárez, Alfredo Di Stéfano et Francisco Gento.
Outre sa sélection internationale face à l'Angleterre, Kubala joua aussi quatre fois pour l'équipe de Catalogne de football.

### Fin de carrière
Kubala devient brièvement entraîneur du FC Barcelone avant d'occuper le poste d'entraîneur-joueur au sein du RCD Español, club dans lequel il croise Alfredo Di Stéfano, qui y termine sa carrière, puis au FC Zurich et dans le club canadien des Toronto Falcons. Il devient ensuite sélectionneur de l'équipe d'Espagne durant une longue période, entre 1969 et 1980. Sous sa direction, elle compte 31 victoires, 21 matchs nuls et 16 défaites. Kubala entraîne ensuite différents clubs espagnols et le club saoudien Al Hilal Riyad durant les années 1980. Il entraîne encore l'équipe nationale du Paraguay en 1995.
Pour l'honorer, une statue à son effigie est érigée devant le Camp Nou, stade du FC Barcelone.
Il est inhumé au cimetière de les Corts, près du Camp Nou.

## Clubs

### Joueur
- 1945-1947 : Ferencváros ( Hongrie)
- 1947-1948 : Slovan Bratislava ( Tchécoslovaquie)
- 1948 : Vasas SC ( Hongrie)
- 1950-1961 : FC Barcelone ( Espagne)
- 1963-1964 : RCD Español ( Espagne) (entraîneur-joueur)
- 1966-1967 : FC Zurich ( Suisse) (entraîneur-joueur)
- 1968 : Toronto Falcons ( Canada) (entraîneur-joueur)

### Entraîneur
- 1962-1963 : FC Barcelone ( Espagne)
- 1963-1964 : RCD Español ( Espagne) (entraîneur-joueur)
- 1966-1967 : FC Zurich ( Suisse) (entraîneur-joueur)
- 1968 : Toronto Falcons ( Canada) (entraîneur-joueur)
- 1968-1969 : Córdoba ( Espagne)
- 1969-1980 : équipe d'Espagne
- 1980-1981 : FC Barcelone ( Espagne)
- 1982-1986 : Al Hilal Riyad ( Arabie saoudite)
- 1986-1987 : Real Murcia ( Espagne)
- 1987-1988 : Málaga CF ( Espagne)
- 1988-1989 : Elche CF ( Espagne)
- 1995 : équipe du Paraguay

## Palmarès

### Joueur

#### En club
- Vainqueur de la Coupe des Villes de Foire en 1958 et en 1960 avec le FC Barcelone
- Vainqueur de la Coupe Latine en 1952 avec le FC Barcelone
- Champion d'Espagne en 1952, en 1953, en 1959 et en 1960 avec le FC Barcelone
- Vainqueur de la Coupe d'Espagne en 1951, en 1952, en 1953, en 1957 et en 1959 avec le FC Barcelone
- Vainqueur de la Supercoupe d'Espagne en 1952 et en 1953 avec le FC Barcelone
- Finaliste de la Coupe d'Europe des Clubs Champions en 1961 avec le FC Barcelone
- Vice-champion d'Espagne en 1956 avec le FC Barcelone

#### En Équipe de Tchécoslovaquie
- 6 sélections et 4 buts entre 1946 et 1947

#### En Équipe de Hongrie
- 3 sélections en 1948

#### En Équipe d'Espagne
- 19 sélections et 11 buts entre 1953 et 1961

#### En Équipe de Catalogne
- 4 sélections entre 1954 et 1964

### Entraîneur
- Participation aux Jeux Olympiques en 1976 (Premier Tour) avec l'Espagne
- Participation à la Coupe du Monde en 1978 (Premier Tour) avec l'Espagne
- Participation au Championnat d'Europe des Nations en 1980 (Premier Tour) avec l'Espagne
- Participation à la Copa América en 1995 (1/4 de finaliste) avec le Paraguay

### Distinctions individuelles
- 2e meilleur buteur du championnat d'Espagne en 1952 (27 buts) et en 1954 (23 buts)
- Membre de la liste des 100 meilleurs joueurs de tous les temps par les magazines World Soccer et Placar en 1999
- Membre de la liste des 50 meilleurs joueurs de tous les temps du magazine Guerin Sportivo en 1999
- 32e meilleur joueur du XXe siècle lors du vote organisé par l'IFFHS, 3e meilleur joueur ayant évolué en Espagne après Di Stéfano et Puskás
- Élu meilleur joueur de tous les temps du FC Barcelone par les supporters en 1999, devant Johan Cruyff et Diego Maradona
- Reçoit à titre posthume l'ordre du mérite de la FIFA en 2002
- 4e meilleur buteur de toute l'histoire du FC Barcelone, derrière  Lionel Messi et César Rodríguez

### Statistiques
- 194 buts en 256 matchs toutes compétitions confondues avec le FC Barcelone[5] ;